# Adapter (Entwurfsmuster)
Der Adapter (englisch adapter pattern) – auch die Hüllenklasse oder der Wrapper (v. engl. wrapper ‚Verpackung‘, ‚Umschlag‘) genannt – ist ein Entwurfsmuster aus dem Bereich der Softwareentwicklung, das zur Kategorie der Strukturmuster (engl. structural patterns) gehört. Das Muster dient zur Übersetzung einer Schnittstelle in eine andere. Dadurch wird die Kommunikation von Klassen mit zueinander inkompatiblen Schnittstellen ermöglicht. Es ist ein Entwurfsmuster der sogenannten GoF-Muster (Gang of Four, siehe Viererbande).

## Verwendung
Der Adapter findet Anwendung, wenn eine existierende Klasse verwendet werden soll, deren Schnittstelle nicht der benötigten Schnittstelle entspricht. Dies tritt insbesondere dann auf, wenn Klassen, die zur Wiederverwendung konzipiert wurden – wie Werkzeugsammlungen oder Klassenbibliotheken – verwendet werden sollen. Diese stellen ihre Dienste durch klar definierte Schnittstellen zur Verfügung, die in der Regel nicht geändert werden sollen und häufig auch nicht geändert werden können, da sie von Dritten stammen.
Des Weiteren wird der Adapter bei der Erstellung wiederverwendbarer Klassen benutzt, wenn diese mit unabhängigen oder nichtvorhersehbaren Klassen zusammenarbeiten sollen.

## UML-Diagramm
Die sogenannte „Gang of Four“ (Viererbande) beschreibt zwei Realisierungsalternativen. Die erste ist der Adapter mit Delegation (der sogenannte Objektadapter), die zweite der Adapter mit Vererbung (Klassenadapter).

### Adapter mit Delegation (Objektadapter)
Hierbei hat der Adapter eine Assoziation zu der zu adaptierenden Klasse und leitet die Anfragen per Delegation weiter.
Der Vorteil ist, dass der Adapter und der dahinterliegende Dienst ausgetauscht werden können; dafür muss die gesamte genutzte Schnittstelle implementiert werden, auch wenn nur ein Teil der Implementierung angepasst werden soll.
Objektadapter sind auch als Hüllenklasse oder Wrapper-Klasse bekannt. Dabei können nicht nur andere Klassen gekapselt werden, sondern auch primitive Datentypen oder prozedurale Programmierbibliotheken.

#### Hüllenklassen für primitive Datentypen
Eine Anwendung für Hüllenklassen in objektorientierten Programmiersprachen ist, Klassen für Grunddatentypen zur Verfügung zu stellen, um die Handhabung zu vereinfachen und zusätzliche Funktionen zur Verfügung zu stellen. So gibt es z. B. in der Programmiersprache Java für den Typ int die Klasse Integer, für char  die Klasse Character  oder für float  die Klasse Float  (entsprechend auch Byte, Short, Long, Boolean  und Double). Diese Hüllenklassen ermöglichen den objektorientierten Umgang mit primitiven Datentypen, zum Beispiel, um sie in ein Reflexionskonzept einzubinden.
Um die Verwendung von Hüllenklassen zu vereinfachen, wurde in Java 5 das so genannte Autoboxing oder Boxing eingeführt. Diese Technik ermöglicht die Verwendung von Hüllenklassen in der von primitiven Datentypen gewohnten Form. Statt der Objekterzeugung mittels Integer i = new Integer(100) kann einfach die Schreibweise Integer i = 100 genutzt werden. Ebenfalls kann die Referenzvariable i genutzt werden, als wäre sie eine gewöhnliche int-Variable.
Die einfache Schreibweise und bessere Lesbarkeit gehen auf Kosten einer erheblich schlechteren Ausführungsgeschwindigkeit.

#### Hüllenklassen für prozedurale Bibliotheken
Eine weitere wichtige Anwendung ist die Anpassung einer prozeduralen Bibliothek an ein objektorientiertes Softwaresystem. Hierbei werden die funktionsorientierten Dienste der Bibliothek in ein oder mehrere Objekte gekapselt. Diese Anwendungsform ist häufig als Entwurfsmuster Fassade zu finden.

### Adapter mit Vererbung (Klassenadapter)
Ein Klassenadapter wird mit Hilfe von Mehrfachvererbung realisiert. Zum einen erbt er die Implementierung der zu adaptierenden Klasse. Zum anderen die zu implementierende Schnittstelle. Der Aufruf erfolgt dann durch Selbstdelegation.
Ein Klassenadapter kann dann sinnvoll eingesetzt werden, wenn die Programmiersprache (wie beispielsweise C++) die erforderlichen Eigenschaften (Mehrfachvererbung, private Vererbung) aufweist. Programmiersprachen ohne private und Mehrfachvererbung sind für diese Art von Adapter eher ungeeignet. Der Versuch, diese Beschränkung über die Kombination von Klassenvererbung und Interface-Implementierung zu umgehen, führt dazu, dass die Adapterklasse ihren Klienten alle Methoden zur Verfügung stellt. Das Konstrukt kann zwar als Adapter verwendet werden, ist aber kein Adapter im Sinne des GoF-Buchs, der eine Schnittstelle in eine andere überführt.

## Vor- und Nachteile
Die Vorteile eines Klassenadapters bestehen darin, dass er sich genau einer Zielklasse anpasst und dadurch nur das Verhalten der Zielklasse überschreiben kann. Der Objektadapter kann auch Unterklassen mit anpassen.
Nachteilig wirkt sich aus, dass ein Klassenadapter nicht zur automatischen Anpassung von Unterklassen verwendet werden kann.

## Akteure
Der Dienst bietet wiederzuverwendende Dienstleistungen mit fest definierter Schnittstelle an. Der Klient nutzt Dienste über inkompatible Schnittstellen und greift dabei auf adaptierte Schnittstellen zurück. Das Ziel definiert die Schnittstelle, die der Klient nutzen kann. Der Adapter adaptiert die Schnittstelle des Dienstes auf die Schnittstelle zum Klienten.

## Beispiele

### Allgemein
Der Zugriff der Elemente einer grafischen Benutzeroberfläche auf das dahinterliegende Modell kann über Adapter mit Delegation gesteuert werden. So kann beispielsweise eine Checkbox sowohl einen gepufferten Boolean-Wert als auch das unmittelbare Ergebnis einer Bedingung anzeigen. Dieses Muster wird unter anderem von Visualworks Smalltalk intensiv genutzt.

### Klassenadapter
```
// C++ Code Beispiel

/* Die Schnittstelle, welche der Adapter implementieren soll */

class
 
UsedInterface
 
{

public
:

  
UsedInterface
();

  
virtual
 
void
 
operation
()
 
const
;

};

/* Die Implementierung, welche der Adapter verwenden soll */

class
 
Adaptee
 
{

public
:

  
Adaptee
();

  
static
 
void
 
adaptedOperation
()
 
const
;

};

/* Die eigentliche Adapterklasse */

class
 
Adapter
 
:
 
public
 
UsedInterface
,
 
private
 
Adaptee
 
{

public
:

  
Adapter
();

  
void
 
operation
()
 
const
;

};

/* Implementierung des Adapters */

void
 
Adapter::operation
()
 
const
 
{

  
Adaptee
::
adaptedOperation
();

}

```

#### Konkretes Beispiel in C++
Es wurden zwei Bibliotheken gekauft, deren Implementierung nicht einsehbar ist und nicht geändert werden kann. Die erste ist eine Bibliothek für algorithmische Geometrie. Sie enthält Algorithmen, die auf geometrischen Objekte wie Kreisen, Geraden und Ebenen arbeiten, z. B. einen Algorithmus, der testet, ob sich zwei Kreise schneiden. Die zweite ist eine GUI-Bibliothek, die ebenfalls Objekte wie Kreise und Geraden kennt und diese auf den Bildschirm zeichnen kann.
Nun soll mit Hilfe der Geometrie-Bibliothek festgestellt werden, ob sich zwei Kreise schneiden, die als Objekte der GUI-Bibliothek vorliegen (bevor sie auf den Bildschirm gemalt werden).
Leider sind die Schnittstellen der beiden Bibliotheken inkompatibel. Sie unterscheiden sich nicht nur in der Bezeichnung der Klassen (Kreis vs. Circle), sondern auch in der Bezeichnung und Semantik der Methoden (getMittelpunkt() vs. getX() und getY()).
Die Algorithmen der Geometrie-Bibliothek arbeiten nur mit der öffentlichen Schnittstelle (dem Interface) der geometrischen Objekte. Ein Kreis beispielsweise muss nur Auskunft über seinen Radius und seinen Mittelpunkt geben können. Er wird durch eine abstrakte Klasse mit den entsprechenden Methoden getRadius() und getMittelpunkt() repräsentiert. Er hat keine Datenelemente für Radius und Mittelpunkt, denn er könnte auch anders festgelegt sein: Durch zwei Punkte auf dem Rand, die sich diametral gegenüberliegen, durch drei Punkte auf dem Rand oder implizit als die Lösungsmenge der Gleichung {\displaystyle (y-a)^{2}+(x-b)^{2}=r^{2}}. Dadurch werden die Algorithmen unabhängig von der konkreten Darstellung der geometrischen Objekte. Punkte dagegen sind in der Bibliothek (konkret) als Struktur implementiert.
```
// Bibliothek für algorithmische Geometrie

struct
 
Punkt
 
{

  
double
 
_x
,
 
_y
;
 
// der Einfachheit halber public

  
Punkt
(
double
 
x
,
 
double
 
y
)
 
:
 
_x
(
x
),
 
_y
(
y
)
 
{}

};

class
 
Kreis
 
{
 
// abstrakte Klasse, nur Interface

public
:

  
virtual
 
double
 
getRadius
()
      
const
 
=
 
0
;

  
virtual
 
Punkt
  
getMittelpunkt
()
 
const
 
=
 
0
;

};

// Die Implementierung dieser Funktion stützt sich rein auf die

// Schnittstelle, also nicht auf konkrete Realisierungen:

bool
 
schneidetKreisKreis
(
const
 
Kreis
&
 
k1
,
 
const
 
Kreis
&
 
k2
)
 
{

  
double
 
abstandDerKreise
 
=
 
abstand
(
k1
.
getMittelpunkt
(),
 
k2
.
getMittelpunkt
());

  
return
 
abstandDerKreise
 
<=
 
(
k1
.
getRadius
()
 
+
 
k2
.
getRadius
());

}

```

Die in der GUI-Bibliothek enthaltenen grafischen Objekte können sich auf den Bildschirm zeichnen. Ein Circle ist intern dargestellt durch drei Gleitkommazahlen, zwei für die Mittelpunkts-Koordinaten und eine für den Radius. Er kann Auskunft über seine Geometrie geben (getX() usw.):
```
// GUI-Bibliothek

class
 
GraphicalObject
 
{

  
virtual
 
void
 
draw
()
 
=
 
0
;
 
// zeichne dich selbst auf den Bildschirm

};

class
 
Circle
 
:
 
public
 
GraphicalObject
 
{

private
:

  
double
 
_mx
,
 
_my
;
 
// Mittelpunkt x und y

  
double
 
_r
;
       
// Radius

public
:

  
Circle
(
double
 
x
,
 
double
 
y
,
 
double
 
r
)
 
:
 
_mx
(
x
),
 
_my
(
y
),
 
_r
(
r
)
 
{}

  
double
 
getX
()
 
const
 
{
 
return
 
_mx
;
 
}

  
double
 
getY
()
 
const
 
{
 
return
 
_my
;
 
}

  
double
 
getR
()
 
const
 
{
 
return
 
_r
;
  
}

  
void
 
draw
()
 
{
 
/* zeichne dich mit Bresenham-Algorithmus */
}

};

```

Die Schnittstellen der beiden Bibliotheken sind offensichtlich unterschiedlich. Um nun doch einen Circle in einem der Algorithmen für Kreis benutzen zu können, wird ein Adapter für Circle-Objekte geschrieben. Jedes Adapter-Objekt enthält einen zu adaptierenden Circle und implementiert die Schnittstelle von Kreis:
```
// Circle-Adapter zur Benutzung eines Circle als Kreis in der

// Geometrie-Bibliothek

class
 
CircleAdapter
 
:
 
public
 
Kreis
,
 
private
 
Circle
 
{

public
:

  
CircleAdapter
(
const
 
Circle
&
 
c
)
 
:
 
Circle
(
c
.
getX
(),
 
c
.
getY
(),
 
c
.
getR
())
 
{}

  
// Hier wird Circle so adaptiert, dass es auf Kreis passt

  
double
 
getRadius
()
      
const
 
{
 
return
 
getR
();
 
}

  
Punkt
  
getMittelpunkt
()
 
const
 
{
 
return
 
Punkt
(
getX
(),
 
getY
());
 
}

};

```

Nun können zwei Circle aus der GUI-Bibliothek als Kreis gesehen mit dem Algorithmus aus der Geometrie-Bibliothek auf Schnitt getestet werden:
```
int
 
main
()
 
{

  
// Mit Hilfe der GUI-Bibliothek werden zwei Circles erzeugt

  
Circle
 
c1
 
=
 
Circle
(
1.0
,
 
0.0
,
 
2.0
);

  
Circle
 
c2
 
=
 
Circle
(
3.0
,
 
0.0
,
 
2.0
);

  
// dann werden sie in einen Circle-Adapter gesteckt

  
CircleAdapter
 
c1Adapter
(
c1
);

  
CircleAdapter
 
c2Adapter
(
c2
);

  
// anschließend wird die Geometrie-Bibliothek zum Test auf Schnitt benutzt

  
if
 
(
schneidetKreisKreis
(
c1Adapter
,
 
c2Adapter
))
 
{

    
...

  
}
 
else
 
{

    
...

  
}

}

```

## Verwandte Entwurfsmuster
Brücke und Adapter sind sich ähnlich. Die Brücke ist jedoch eine gezielte Designentscheidung zur Trennung einer Schnittstelle von ihrer Implementierung, während der Adapter einer nachträglichen Anpassung einer Schnittstelle an eine andere dient.
Fassade und Adapter sind eine Form der Hüllenklasse. Die Fassade verbirgt allerdings den Funktionsumfang einer Bibliothek ganz oder teilweise, während der Adapter nur die Schnittstelle verändert.